# Supernola
Supernola is een geslacht van vlinders van de familie visstaartjes (Nolidae), uit de onderfamilie Nolinae.

## Soorten
- S. subrufa Hampson, 1918